# Brocardo
Un brocardo (del latín brocardae) es un veredicto, dicho, axioma legal o máxima jurídica, normalmente escrito en latín, y que expresa concisamente un concepto o regla evidente. Hay un sustantivo en desuso, brocárdico, que denota paremia, postulado legal. El origen de la palabra viene de la latinización de Burckard, o Burchard, nombre del obispo de Worms (Alemania), entre los años 1000 y 1025, autor del Decretum y de la Lex familiae wormatiensis ecclesiae, textos escritos en el primer cuarto del siglo XI: Entre los años 1008 y 1012 la primera obra, y entre 1023 y 1025 la segunda. En ambas el objetivo manifiesto era conseguir aclarar la confusión y desorden sistemático existente tanto en el derecho canónico como en el consuetudinario de su época, en exceso diversificados y confusos. El primero de ellos es una colección de derecho canónico dividida en veinte libros, concebida como necesaria para organizar ordenadamente el saber vigente y, de esa forma, brindar a los eclesiásticos de la diócesis de Worms un elemento de gran utilidad para su labor diaria. Sin perjuicio de lo cual, su obra consiguió una amplia difusión y circulación. La generalización del término a partir de su nombre deviene por el hecho de que en su obra se incluyen numerosas máximas y axiomas.

## Ejemplos
- Dura lex sed lex: brocardo latino que puede traducirse como “la ley es dura, pero es la ley”. Se refiere a la necesidad intrínseca de un sistema legal de respetar las reglas establecidas de manera válida, so pena de dejar de existir por su inobservancia en razón de elementos subjetivos.

- Ignorantia juris non excusat: principio abstracto de eficacia normativa que impide alegar el desconocimiento de la norma como excusa para su obligatoriedad y cumplimiento. En el derecho español, viene recogida de manera genérica en el art. 6.1 del Código Civil, junto con el error de prohibición con el que no debe confundirse.

- In claris non fit interpretatio: indica que en caso de que la ley o los pactos son claros, no debe primar otro sentido que el literal de sus palabras. Tiene su origen entre los siglos II y III (a. C.), época en que las escuelas jurídicas romanas (sabinmiana y proculeyana) tuvieron destacada importancia, siendo posteriormente adaptadas y en los diferentes ordenamientos jurídicos a partir con alguna de las adaptaciones recogidas en el Digesto. La primera sentencia del TS que la cita es la de 19 de noviembre de 1981 y en la cual se hace referencia a los similares aforismos jurídicos “verba simpliciter prolata debent intelligi secundum suam proopiam significactionem” y “quum in verbis nulla ambiguitas est, non debet admitti voluntatis quaestio”.(2)

- Iura novit curia: que significa literalmente "el juez conoce el derecho", utilizado en derecho para referirse al principio de derecho procesal según el cual el juez conoce el derecho aplicable y, por tanto, no es necesario que las partes prueben en un litigio lo que dicen las normas.

- Nullum crimen, nulla poena sine praevia lege poenali: Frase en latín, que se traduce como "Ningún delito, ninguna pena sin ley previa", utilizada en derecho penal para expresar el principio de que, para que una conducta sea calificada como delito, debe estar establecida como tal y con anterioridad a la realización de esa conducta.

- Pacta sunt servanda: Locución latina, que se traduce como "lo pactado obliga", que expresa que toda convención debe ser fielmente cumplida por las partes de acuerdo con lo pactado. Constituye un principio básico del derecho civil (específicamente relacionado con los contratos) y del derecho internacional.

- Res non verba: Es otro famoso brocardo, que significa "hechos, no palabras", que dan a entender que son más importantes los hechos, el ejemplo, que lo que se dice.

## Citas y referencias
1. ↑  Real Academia Española. «brocárdico». Diccionario de la lengua española (23.ª edición).